# Fabricant d'équipement d'origine
Pour les articles homonymes, voir FEO.
Un fabricant d'équipement d'origine (FEO ou OEM, de l’anglais original equipment manufacturer), ou équipementier, est une entreprise fabriquant des pièces détachées, principalement pour le compte d'une autre entreprise, l'intégrateur ou l'assembleur. Ce type d'entreprise se retrouve usuellement dans les industries automobile, aéronautique, informatique ou électronique. On parle également de sous-traitance pour définir le lien entre l'équipementier et l'assembleur ou bien même de co-traitance parfois lorsque l'équipementier est partenaire dans l'innovation. C'est majoritairement le cas dans l'automobile.

## Domaine automobile
Par exemple, Bosch fournit des systèmes ABS et d'injection à de nombreux constructeurs automobiles, ainsi que Delphi (injecteurs et pompes HP/LP, systemes de refroidissement). Continental pour ses pneus et systèmes d'injection, ou Valeo pour ses équipements électroniques, sont aussi de grands équipementiers ; ils se caractérisent par une présence dans un grand nombre de métiers (électronique, thermique, connectique, etc.). Dans un même modèle de voiture, il y a parfois plusieurs fournisseurs pour un sous-système, dans ce cas, ils sont en général substituables.

## Domaine informatique
Fabricant de matériel (cartes mères, cartes d'extension, périphériques de toutes sortes) qui fournit les autres constructeurs. On qualifie donc d'OEM les produits que ces derniers mettent sur le marché des assembleurs.
Société qui assemble des composants de marques diverses pour proposer une solution complète, mais on la nomme plutôt sous le terme d'« assembleur ».
Dans l'informatique, on parle de produits OEM qui entrent dans la composition d'un ordinateur. Initialement, il s'agissait seulement de matériels (processeurs, disques durs, cartes graphiques, lecteurs, graveurs…).
Les composants dits OEM sont livrés de façon minimaliste par les fabricants : emballages réduits ou inexistants, package logiciel limité souvent aux pilotes, assistance téléphonique et garanties limitées aux minima légaux, documentation technique et manuel a minima, pilotes (drivers) « propriétaires » limités à quelques systèmes d'exploitation, traduction du manuel inexistante ou approximative. Ces produits sont donc moins chers à l'achat lors du montage de l'ordinateur.

### Cas particulier des logiciels
Par extension, on parle désormais de logiciels OEM (système d'exploitation, antivirus…) vendus en même temps qu'un ordinateur neuf et qui ne peuvent être vendus séparément. Ces logiciels OEM ont le plus souvent une licence plus restrictive que la version complète.
Généralement, les logiciels OEM sont imposés à l'achat d'un matériel (préinstallés), et ne peuvent pas être achetés séparément. On parle de « PC tatoué »,, modifié par le constructeur et livré quelquefois sans cédérom.

#### Licence d'exploitation OEM
Lorsqu'un particulier achète un micro-ordinateur, la grande majorité de ces ordinateurs est équipée de logiciels préinstallés (en général au minimum le système d'exploitation : Windows, Linux ou Mac OS, mais habituellement aussi des logiciels de peu de valeur pour l'acheteur). Ces logiciels sont alors dits « sous licence OEM » (sauf pour les logiciels libres comme Linux).
Certains de ces logiciels ont une licence OEM stricte (en particulier Windows). En cas de changement d'ordinateur, il est alors interdit d'utiliser les logiciels vendus avec le précédent. Ce type de licence OEM alimente une polémique, en particulier auprès des partisans du logiciel libre et en général parmi les concurrents de Microsoft.

#### OEMAct
Un logiciel OEMAct (Original Equipment Manufacturer Activation Control Technology) est un logiciel OEM avec contrôle d'activation. Les versions OEM (des systèmes d'exploitation) sont des versions vendues avec des ordinateurs neufs et liées au matériel. Presque toujours, une étiquette mentionnant le code d'activation est collée sur la machine.